# 威廉王子 (黑森-卡塞爾)
黑森-卡塞爾的威廉（德語：Wilhelm von Hessen-Kassel，1787年12月24日—1867年9月5日），丹麥王后露易絲的父親。他是國王喬治五世和沙皇尼古拉二世的曾祖父。

## 家庭
1810年，威廉與丹麥的夏洛特公主結婚，兩人共有1子4女：
1. 卡羅琳（1811年—1829年），早逝
2. 瑪麗（英语：Princess Marie Luise Charlotte of Hesse-Kassel）（1814年—1895年）
3. 路易絲（1817年—1898年），丹麥王后，克里斯蒂安九世的妻子
4. 腓特烈·威廉（1820年—1884年），黑森-卡塞爾家族首領
5. 奧古絲塔（英语：Auguste Sophie Friederike of Hesse-Kassel）（1823年—1889年）